# Temple confucéen

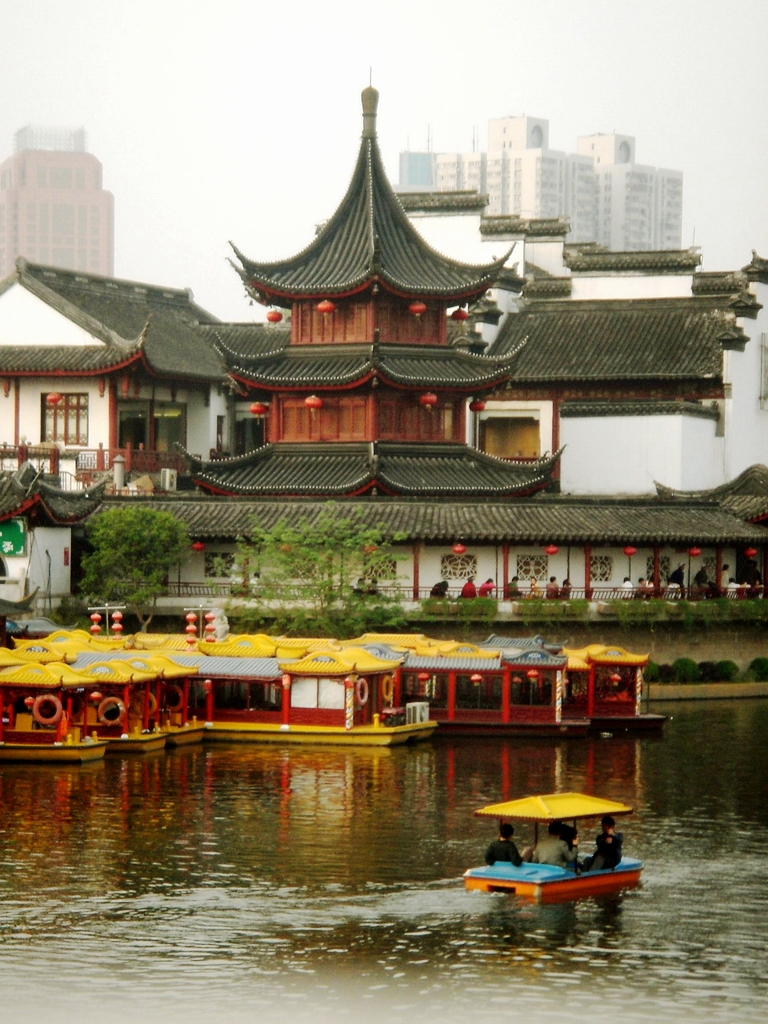
La pagode du Temple confucéen de Nankin (Chine).

Un temple confucéen, ou temple de Confucius (en chinois: 孔庙, en pinyin: Kǒng miào), est un temple consacré à Confucius et aux principaux philosophes du confucianisme, notamment les Douze Philosophes.
Le plus grand et le plus ancien temple confucéen se trouve à Qufu, la ville natale de Confucius. Bien que la Chine (Hong Kong et Taïwan inclus) compte le plus grand nombre de temples confucéens, on en trouve également dans d'autres pays asiatiques : Viet Nâm, Corée du Nord et du Sud, Japon, Indonésie, Malaisie et Thaïlande.
Au Viet Nâm, ils sont fréquemment dénommés Temples de la Littérature (Văn Miếu). On les nomme Kōshi byō (孔子廟) en japonais, Kongja myo (공자묘) en coréen et Boen bio en indonésien.

## Histoire

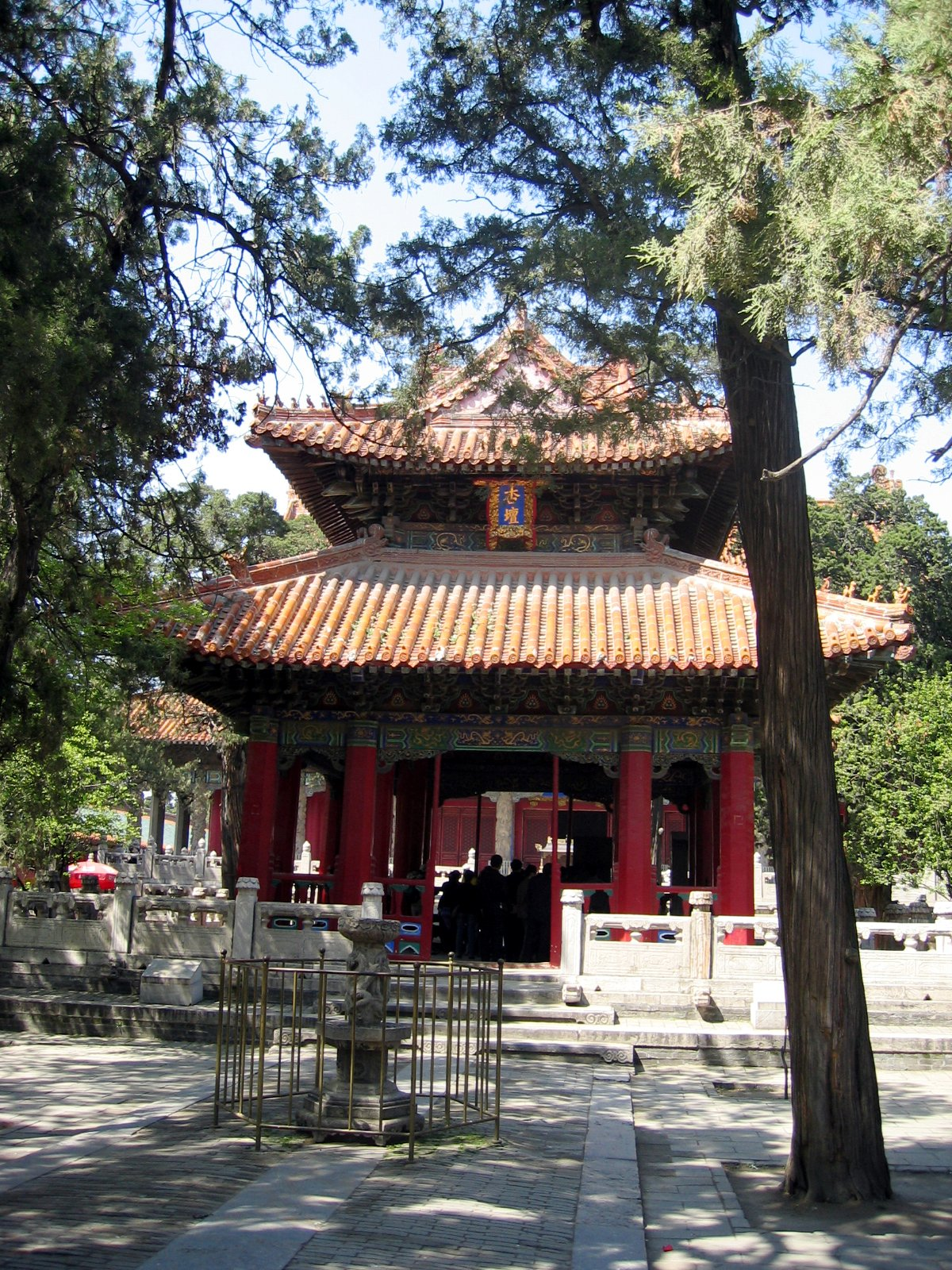
Un bâtiment du Temple de Confucius de Qufu.

Le plus grand et le plus ancien temple confucéen se trouve à Qufu, la ville natale de Confucius, dans l'actuelle province du Shandong. Il est fondé en 479 av. J.-C., soit un an après la mort de Confucius, sur l'ordre du duc Ai de l'État de Lu qui souhaitait que la demeure du maître devienne un lieu de dévotion, où des sacrifices seraient rendus en son honneur. Le temple fut agrandi à plusieurs reprises durant deux mille ans, jusqu'à atteindre sa grande dimension actuelle.
Le développement de temples de Confucius par l'État est une conséquence de sa progressive élévation au rang de saint. En 195 av. J.-C., Han Gaozu, fondateur de la dynastie Han vers 206 av. J.-C., offrit un sacrifice à l'esprit de Confucius sur sa tombe à Qufu. Dès 241 av. J.-C., des sacrifices en l'honneur du maître et de son plus grand disciple, Yan Hui, furent pratiqués à l'Université Impériale (Biyong).
En 454, la dynastie Song du Sud (420-479) fait construire un grand temple dédié à Confucius. En 489, la dynastie Wei du Nord bâtit un temple confucéen dans sa capitale - le premier construit au nord de Qufu. En 630, la dynastie Tang décrète que les écoles des provinces et des comtés doivent toutes avoir un temple en leur sein, ce qui entraîne la construction d'un très grand nombre de sanctuaires confucéens à travers la Chine.
Hormis le temple de Qufu, les plus importants se trouvent à Jianshui, à Xi'an (aujourd'hui situé dans la Forêt de stèles), dans la vieille ville de Tianjin et à Nankin (Fuzi Miao). Le deuxième plus grand au monde, celui de Pékin, est construit à partir de 1302. Outre les temples construits par l'État, il existe également des temples ancestraux affectés au culte confucianiste, des édifices commémorant les actions du maître, et des temples privés au sein des académies (en) (shuyuan).

## Structure

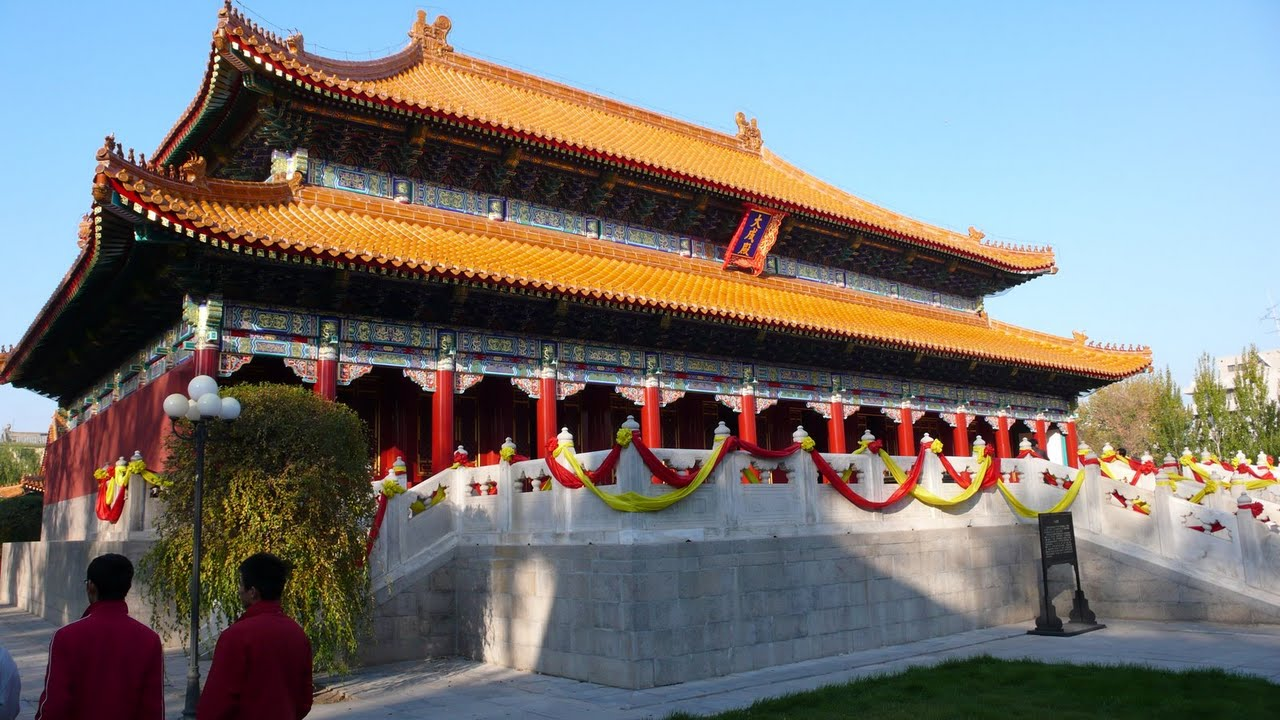
La Salle du Grand Accomplissement (Dachengdien) du temple de Harbin (province du Heilongjiang).

Sous la dynastie Tang (618-907), les temples confucéens étaient bâtis dans les écoles des provinces et des comtés, devant l'école sur un côté. La porte d'entrée est appelée Lingxing (棂星门) . Le temple comporte généralement trois cours, mais parfois seulement deux. L'immense temple de Qufu comprend neuf cours, qui contiennent de nombreuses stèles commémorant la visite d'un empereur ou la mention des titres de noblesse des descendants de Confucius. Le bâtiment principal, situé dans la cour intérieure et où l'on entre par une porte nommée Dachengmen (大成门), est appelé Dachengdian (大成殿), soit en français la « Salle du Grand Accomplissement », la « Salle de la Grande Complétude » ou la « Salle de la Grande Perfection ». 

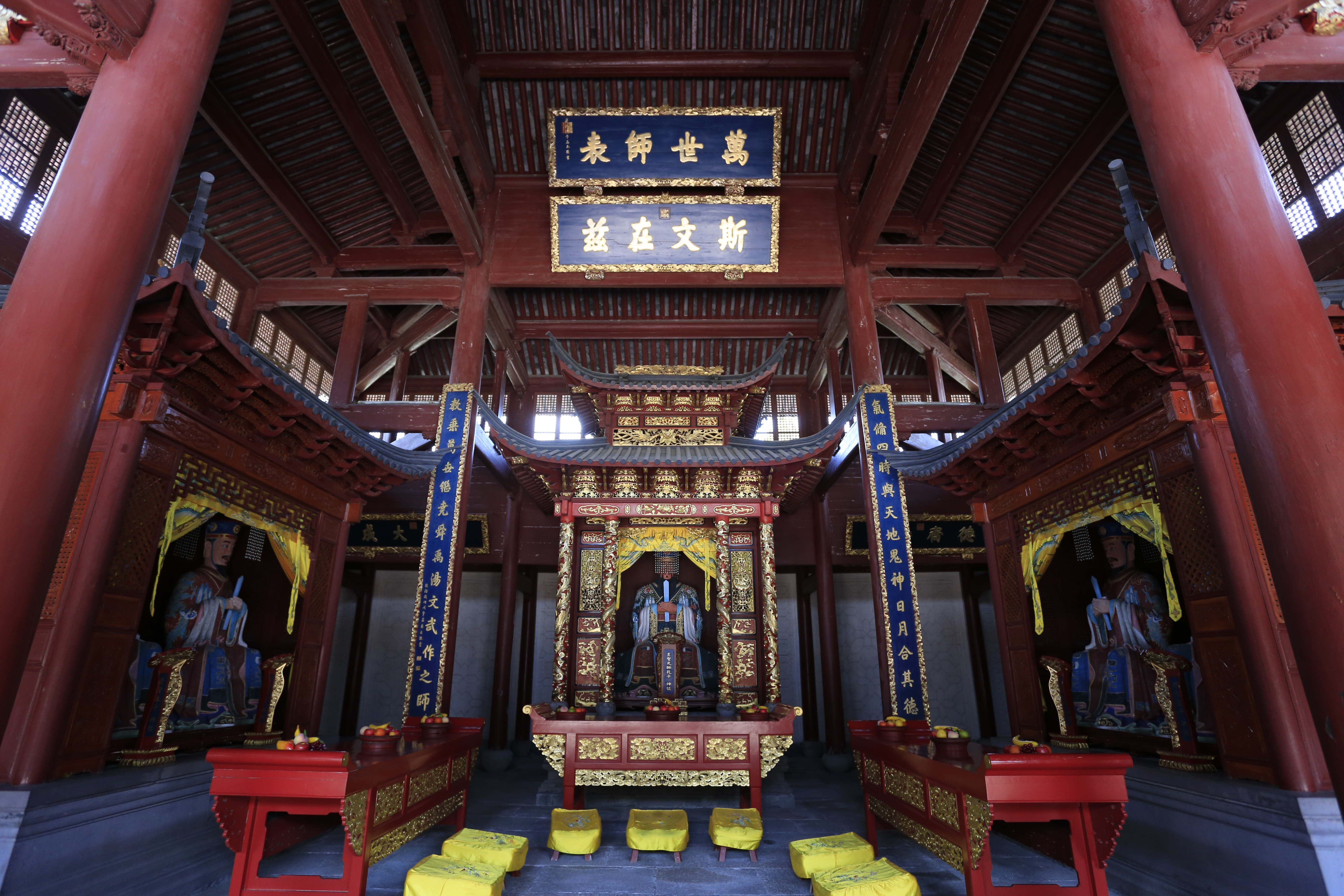
L'intérieur de la salle principale du temple de Cicheng, dans la ville de Ningbo.

Dans la Chine impériale, cette salle abrite les tablettes ancestrales (shenzhupai, 神位) des Douze Philosophes. Elles sont placées en apparence : six sur le côté est et six autres sur le côté ouest de la Salle du Grand Accomplissement. Devant celle du temple de Qufu se trouve un petit bâtiment, le Pavillon de l'Abricot (Xingtan, 杏坛). Derrière le bâtiment principal se trouve généralement un plus petit sanctuaire, le Temple de l'Adoration du Sage (Chongshengci, 崇圣祠), qui honore les ancêtres de Confucius et les pères des Douze Philosophes.
Contrairement aux temples taoïstes ou bouddhistes, les temples confucéens ne comprennent généralement pas d'idoles. Durant les années qui suivirent la construction du temple de Qufu, les esprits de Confucius et de ses disciples ont été représentés sur des fresques murales et des statues en terre cuite et en bois. Les temples officiels pouvaient également contenir des représentations du maître. Cependant, certains s'opposèrent à cette pratique, y voyant une imitation du culte bouddhiste. Ceux-ci pensaient également que la vocation des temples impériaux était d'honorer les enseignements de Confucius, pas l'homme en lui-même.
Les statues de Confucius réalisées à travers la Chine étant parfois très différentes, l'Empereur Ming Hongwu (dynastie Ming) décrète alors que tous les nouveaux temples confucéens ne doivent comporter que des tablettes ancestrales et plus d'idoles. En 1530, il est décrété que toutes les représentations de Confucius situées dans les temples impériaux de Pékin et d'autres grandes villes doivent remplacées par des tablettes ancestrales. Cependant, de nombreux temples modernes et contemporains comportent encore des statues, tout comme les temples gérés par les descendants de Confucius, comme celui de Qufu.

## Culte

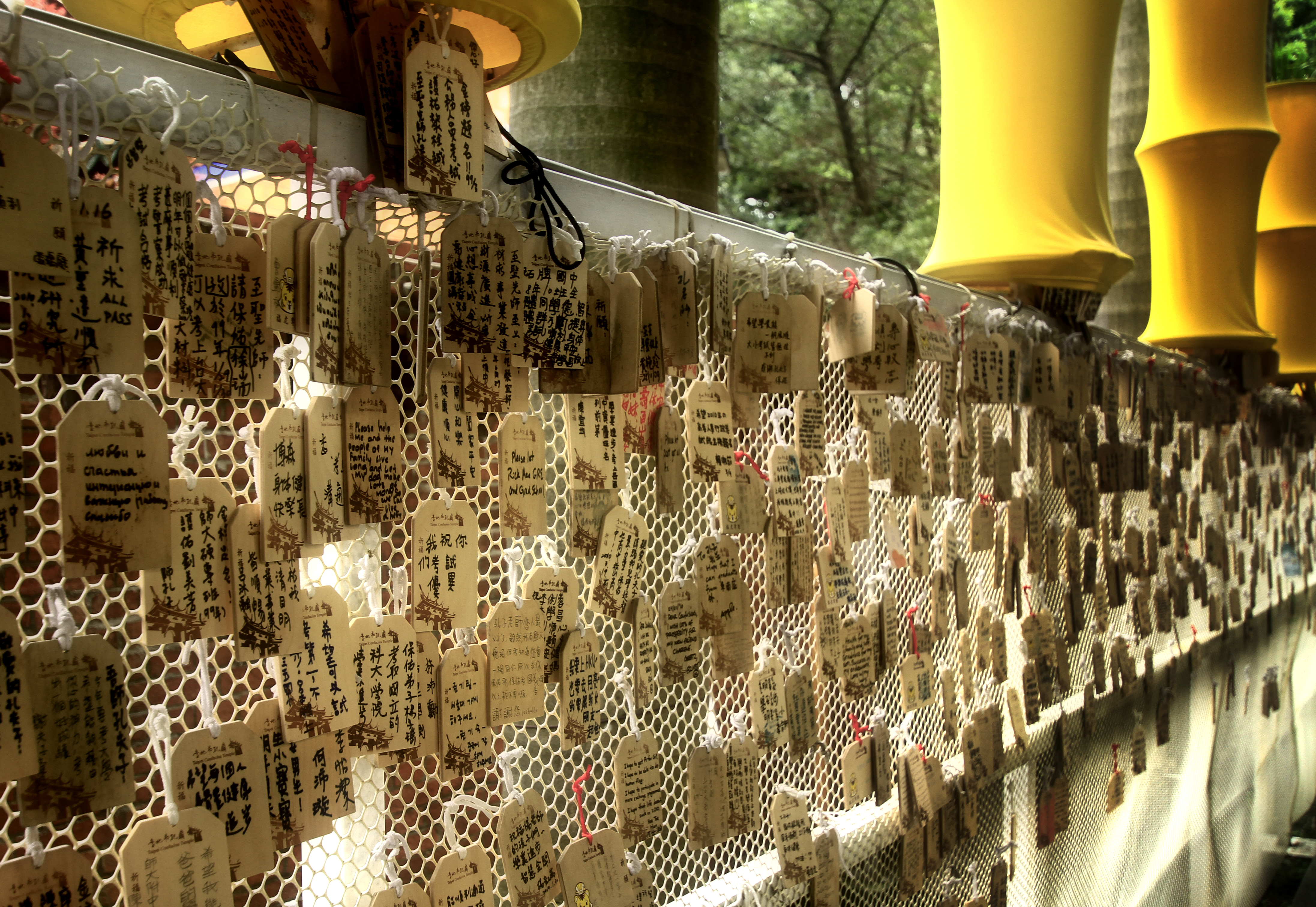
Plaquettes de prière dans un temple.

Le culte d'État rendu à Confucius consiste essentiellement en des offrandes de sacrifices en l'honneur de l'esprit du maître. Les temples accueillaient également une danse dite des Huit rangées, où huit rangs de huit danseurs réalisaient une prestation en guise d'adoration. La danse ne comprenait que six rangées de danseurs jusqu'en 1477, année où Confucius reçut à titre posthume le statut de roi.
En plus de vouer un culte à Confucius, les temples honorent également la mémoire des Douze Philosophes et d'autres figures majeures du confucianisme. Le nombre et l'identité des esprits vénérés a varié à travers les siècles et est une question qui a suscité la controverse auprès des pratiquants. Au XXe siècle, 162 personnes étaient vénérées.

## Dénominations
En chinois, les temples confucéens sont appelés sous le terme générique Kǒng miào (孔庙). Ils peuvent également être désignés sous les noms :
- wén miào (文庙/文廟), soit « Temple de la Culture », Confucius étant parfois désigné sous le nom de Wéndì (文帝), « Dieu de la Culture ».
- shèng miào (圣庙/聖廟), « Temple du Saint ».
- fū zi miào (夫子庙/夫子廟), « Temple du Maître ».
- 學廟, « Temple de l'Étude ».
- 學宫, « Palais de l'Étude ».

Le nom des temples confucéens dans d'autres langues asiatiques est basé sur les dénominations chinoises :
- En coréen : Kongja myo (공자묘)
- En japonais : Kōshi byō (孔子廟) ou seibyō (聖 廟)
- En vietnamien : Văn Miếu, « Temple de la Littérature »
- En indonésien : Boen bio

## Principaux temples
- Temple de Confucius de Qufu
- Temple de Yan Hui
- Temple de Confucius de Pékin
- Temple de Confucius de Shanghai
- Temple confucéen de Nankin
- Temple de Confucius de Kaohsiung